# Chevrolet Epica
Chevrolet Epica (type V250) var en stor mellemklassebil fra den sydkoreanske bilfabrikant GM Daewoo bygget mellem starten af 2006 og slutningen af 2011.
I Australien og New Zealand hed bilen Holden Epica, i Island Chevrolet Tosca og i Sydkorea Daewoo Tosca. I mange lande havde man i kort tid efter introduktionen også benyttet navnet Daewoo Veronica.

## Historie
Epica blev sammen med SUV'en Captiva introduceret på Geneve Motor Show i februar 2006. Bilen afløste den i foråret 2002 introducerede Chevrolet (Daewoo) Evanda.
I modsætning til forgængeren var den forhjulstrukne sedan kun vokset en lille smule i de udvendige mål. Akselafstanden var med 2,7 meter sågar identisk med Evanda. Optisk faldt det mere moderne design ud med en rundere bagende og større forlygter i klart glas.
Til standardudstyret i Epica LS hørte ud over ABS og seks airbags også klimaanlæg, cd- og mp3-radio, tågeforlygter og opvarmet forrude. Den dyrere LT-model havde derudover klimaautomatik, elektrisk indklappelige sidespejle med integrerede LED-blinklys, el-justerbare og opvarmede lædersæder, kørecomputer, cd-skifter, fartpilot, og regnsensor.

## Motorer
Ved salgsstarten i sommeren 2006 kunne modellen fås med to tværliggende sekscylindrede rækkemotorer med slagvolumen på 2,0 og 2,5 liter. I marts 2007 udvidedes modelprogrammet med en ny 2,0-liters commonrail-dieselmotor fra den italienske motorfabrikant VM Motori med 110 kW (150 hk). Alle tre versioner opfyldt Euro4-normen og havde et CO2-udslip på lidt over 200 g/km. I Sydkorea kunne modellen derudover også fås med en firecylindret 1,8-liters E-TEC II-motor med 90 kW (122 hk).
Et særligt kendetegn var det fra fabrikken til begge benzinmotorer tilgængelige autogasanlæg. Den dertil nødvendige gastank på 60 liter installeredes i stedet for reservehjulet. Dermed øgedes ikke kun bilens rækkevidde, men CO2-udslippet reduceredes også.
Til begge 2,0-litersmotorerne kunne der i stedet for den standardmonterede femtrins manuelle gearkasse også fås et elektronisk styret sekstrins automatgear med manuel skiftemulighed, hvor 2,5'eren udelukkende fandtes med automatgear. 1,8-litersmotoren kunne fås med femtrins manuelt gear eller firetrins automatgear.
| Model         | Cylindre | Ventiler | Slagvolume cm³ | Max. effekt kW (hk) / omdr. | Max. drejningsmoment Nm / omdr. | Byggeår     |
| ------------- | -------- | -------- | -------------- | --------------------------- | ------------------------------- | ----------- |
| Benzinmotorer |          |          |                |                             |                                 |             |
| 1.81          | 4        | 16       | 1796           | 90 (122)                    | 165                             | 2006 − 2011 |
| 2.0           | 6        | 24       | 1993           | 105 (143) / 6400            | 195 / 4600                      | 2006 − 2011 |
| 2.5           | 6        | 24       | 2492           | 115 (156) / 5800            | 237 / 4000                      | 2006 − 2011 |
| Dieselmotorer |          |          |                |                             |                                 |             |
| 2.0 VCDi DPF  | 4        | 16       | 1991           | 110 (150) / 4000            | 320 / 2000                      | 2007 − 2011 |

1 Kun for Sydkorea

## Facelift
I sommeren 2010 blev Epica faceliftet, hvilket medførte et modificeret kombiinstrument samt nye baglygter med gennemgående lygtebånd uden kromliste.

## Efterfølger
I slutningen af 2011 indstilledes produktionen af Epica, som over hele verden lidt efter lidt blev afløst af Chevrolet Malibu som dog ikke markedsføres i Danmark.